# Gazza Degato
Gazza Degato, född 13 mars 2000, död 19 november 2007 i Årjäng i Värmlands län, var en svensk varmblodig travhäst. Han tränades och kördes av Tom Horpestad. Hans hemmabana var Årjängstravet.
Gazza Degato tävlade åren 2003–2006 och sprang in 5,3 miljoner kronor på 57 starter varav 25 segrar, 7 andraplatser och 4 tredjeplatser. Han inledde karriären i april 2003 med två raka segrar. Han var sedan obesegrad med sex raka segrar under sommaren 2003. Bland hans främsta meriter räknas segern i Svenskt Travderby (2004), en andraplats i Gulddivisionens final (2006) och en tredjeplats i Sundsvall Open Trot (2006).
På morgonen den 19 november 2007 skadade han sig svårt under en träningstur i skogen och man tvingades avliva honom.